# Seven Song for Malcolm X
Seven Song for Malcolm X è un documentario del 1993, diretto da John Akomfrah.